# Comfort (Texas)
Comfort ist ein Census-designated place im Kendall County im US-Bundesstaat Texas in den Vereinigten Staaten. Das U.S. Census Bureau hat bei der Volkszählung 2020 eine Einwohnerzahl von 2.211 ermittelt.

## Geografie
Die Ortschaft liegt an der Kreuzung der Highways 27 und 87 sowie der Interstate 10 im westlichen Teil des Counties an der Grenze zu Kerr County, im mittleren Süden von Texas, etwa 75 Kilometer nordwestlich von San Antonio und hat eine Gesamtfläche von 8,3 km².

## Geschichte
Comfort wurde 1854 von dem deutschen Einwanderer Ernst Hermann Altgelt, einem Sohn des Düsseldorfer Schulrats Hermann Altgelt, sowie einer Gruppe deutscher Einwanderer aus New Braunfels gegründet. Diese Einwanderer waren Freidenker und waren gegen die Sklaverei.
Das 1866 errichtete Treue der Union Monument erinnert an das Massaker am Nueces River, bei dem die Confederate States Army deutschstämmige texanische Kriegsdienstverweigerer tötete, die nach Mexiko fliehen wollten.
Comfort hat heute noch viele historische Gebäude mit über 100 davon  aus dem 19. Jahrhundert.

## Demografische Daten
Nach der Volkszählung im Jahr 2000 lebten hier 2358 Menschen in 799 Haushalten und 603 Familien. Die Bevölkerungsdichte betrug 283,6 Einwohner pro km². Ethnisch betrachtet setzte sich die Bevölkerung zusammen aus 76,34 % weißer Bevölkerung, 0,51 % Afroamerikanern, 1,19 % amerikanischen Ureinwohnern, 0,13 % Asiaten, 0,21 % Bewohnern aus dem pazifischen Inselraum und 18,70 % aus anderen ethnischen Gruppen. Etwa 2,93 % waren gemischter Abstammung und 45,00 % der Bevölkerung waren spanischer oder lateinamerikanischer Abstammung.
Von den 799 Haushalten hatten 38,0 % Kinder unter 18 Jahre, die im Haushalt lebten. 59,7 % davon waren verheiratete, zusammenlebende Paare. 11,5 % waren allein erziehende Mütter und 24,5 % waren keine Familien. 20,5 % aller Haushalte waren Singlehaushalte und in 9,3 % lebten Menschen, die 65 Jahre oder älter waren. Die Durchschnittshaushaltsgröße betrug 2,82 und die durchschnittliche Größe einer Familie belief sich auf 3,26 Personen.
29,3 % der Bevölkerung waren unter 18 Jahre alt, 10,7 % von 18 bis 24, 25,5 % von 25 bis 44, 20,1 % von 45 bis 64, und 14,3 % die 65 Jahre oder älter waren. Das Durchschnittsalter war 33 Jahre. Auf 100 weibliche Personen aller Altersgruppen kamen 94,7 männliche Personen. Auf 100 Frauen im Alter von 18 Jahren und darüber kamen 89,5 Männer.
Das jährliche Durchschnittseinkommen eines Haushalts betrug 28.799 USD, das Durchschnittseinkommen einer Familie 29.295 USD. Männer hatten ein Durchschnittseinkommen von 20.972 USD gegenüber den Frauen mit 15.000 USD. Das Prokopfeinkommen betrug 12.687 USD. 29,0 % der Bevölkerung und 27,1 % der Familien lebten unterhalb der Armutsgrenze. Davon waren 39,2 % Kinder und Jugendliche unter 18 Jahren und 3,3 % waren 65 oder älter.